# Cercomantispa condei
Cercomantispa condei is een insect uit de familie van de Mantispidae, die tot de orde netvleugeligen (Neuroptera) behoort. 
Cercomantispa condei is voor het eerst wetenschappelijk beschreven door Poivre in 1982.